# Les Lleners
Les Lleners, o els Lleners, és un indret del terme de Sarroca de Bellera, al Pallars Jussà, en el territori de l'antic terme de Benés.
Està situat al nord del poble d'Avellanos, a migdia de les Boïgues Roies, al vessant oriental de la Serra de la Pala, a ponent de la Valiri. Al seu nord-est hi ha el Serrat dels Lleners, i pel sud-oest discorre la llau dels Lleners.